# Julius Stieglitz
Julius Oscar Stieglitz (Hoboken, 26 maggio 1867 – Chicago, 10 gennaio 1937) è stato un chimico e docente statunitense di origini ebraico-tedesche. Era uno specialista in chimica organica, con un grande interesse per la chimica farmaceutica e medicinale. È famoso per il riarrangiamento di Stieglitz, una reazione di riarrangiamento in chimica organica che di solito porta alla formazione di immine da idrossilammine attraverso uno spostamento di carbonio verso l'azoto, simile al passaggio chiave del riarrangiamento di Beckmann.

## Biografia
Durante le prime fasi della sua carriera, lavorò per la Parke, Davis & Co. a Detroit come tossicologo. Dopo aver frequentato scuole private e pubbliche a New York durante i suoi primi anni, sia lui che il fratello gemello Leopold furono inviati in Germania per gli studi superiori. Frequentò il Gymnasium in Germania e studiò all'Università di Berlino, dove conseguì il dottorato in chimica nel 1889 con Ferdinand Tiemann. Dopo un breve periodo di studi con Victor Meyer a Gottinga, tornò negli Stati Uniti nel 1890. Nel 1892 Stieglitz iniziò a lavorare all'Università di Chicago, dove svolse tutta la sua carriera fino al pensionamento. Julius e suo fratello gemello Leopold erano nati a Hoboken, nel New Jersey, il 26 maggio 1867, da Edward Stieglitz (1833-1909) e Hedwig Ann Werner (1845-1922). Suo fratello maggiore era il fotografo Alfred Stieglitz. Si sposò con Anna Stieffel il 28 agosto 1891.
Iniziò la sua carriera presso l'Università di Chicago nel 1892 come docente non retribuito, tenendo lezioni senza stipendio e mantenendosi grazie alle donazioni degli studenti. Nel 1893 fu nominato assistente professore e scalò i ranghi fino a diventare professore di chimica nel 1905. Ricoprì la carica di presidente del dipartimento dal 1915 al 1933.
Nel 1933 fu nominato professore emerito, ma continuò a insegnare e a ricoprire la carica di presidente del consiglio di amministrazione dell'American Chemical Society. Il dottor Stieglitz fu molto attivo nell'ACS, ricoprendo la carica di presidente della sezione di Chicago nel 1904 e di presidente dell'ACS nel 1917. Nel 1911 fu eletto membro della National Academy of Sciences. Fu eletto membro dell'American Academy of Arts and Sciences nel 1914 e dell'American Philosophical Society nel 1919. Contribuì a creare la Willard Gibbs Medal e la conseguì egli stesso nel 1923. Ottenne la laurea honoris causa dalla Università Clark (D.Sc.) e dalla Università di Pittsburgh (Ph.D.).
Morì a Chicago il 10 gennaio 1937.

## Premio Stieglitz
La Borsa di Studio Stieglitz fu creata grazie ai fondi dedicati alla sua memoria nel 1940. La borsa di studio fu assegnata alternativamente dal Dipartimento di Chimica dell'Università di Chicago e dalla Sezione di Chicago dell'ACS in anni consecutivi fino al 1994. Dal 1994 al 1999 l'iniziativa fu sospesa, fino a quando i fondi non furono sufficienti a sostenere una borsa di studio di 1.000 dollari più le spese per ogni anno.

## Further reading
- (EN) J.Stieglitz, Chemistry and Medicine: A Tribute to the Memory of John Harper Long, in Science, vol. 49, n. 1254, 10 gennaio 1919,  pp. 31–38, Bibcode:1919Sci....49...31S, DOI:10.1126/science.49.1254.31, PMID 17735880.
- (EN) J Stieglitz, The Outlook in Chemistry in the United States, in Science, vol. 46, n. 1188, 5 ottobre 1917,  pp. 321–333, Bibcode:1917Sci....46..321S, DOI:10.1126/science.46.1188.321, PMID 17816438.
- (EN) J Stieglitz, The Applications of Physical Chemistry to Organic Chemistry, in Science, vol. 27, n. 698, 15 maggio 1908,  pp. 768–775, Bibcode:1908Sci....27..768S, DOI:10.1126/science.27.698.768, PMID 17791043.
- (EN) J Stieglitz, Chemical Research in American Universities, in Science, vol. 26, n. 673, 22 novembre 1907,  pp. 699–703, Bibcode:1907Sci....26..699S, DOI:10.1126/science.26.673.699, PMID 17738116.